# R Aquarii
Désignations
R Aquarii (R Aqr) est une étoile variable de la constellation du Verseau.
R Aquarii est une étoile symbiotique contenant probablement une naine blanche et une variable de type Mira au sein d'un système binaire. La période orbitale du système est d'environ 44 ans. L'étoile principale de type Mira est une géante rouge, dont la luminosité varie d'un facteur de plusieurs centaines et avec une période légèrement supérieure à un an ; cette variabilité fut découverte par Karl Ludwig Harding en 1810. Elle est située à une distance d'environ 200 parsecs, et elle est l'une des plus proches étoiles symbiotiques et une source bien connue de jet. Les deux composantes ont été résolues avec une séparation angulaire de 55 mas.
Par son attraction gravitationnelle, la naine blanche arrache de la matière à la géante rouge et éjecte parfois une partie du surplus dans des boucles étranges pour former la nébuleuse visible sur l'image fournie par le lien. L'ensemble du système apparaît rougi car il est situé dans une région très poussiéreuse de l'espace, et sa lumière bleue est absorbée avant d'atteindre la Terre.
La nébuleuse entourant R Aquarii est également appelée Cederblad 211. Il est possible que la nébuleuse soit le rémanent d'une explosion de type nova, qui pourrait avoir été observée par des astronomes japonais en 930 de notre ère. Elle est relativement brillante mais petite et dominée par son étoile centrale. Les observations visuelles sont difficiles et rares. La région centrale du jet montre une éjection qui a eu lieu il y a environ 190 ans, ainsi que structures beaucoup plus jeunes.
L'étoile primaire géante est une variable de type Mira, une étoile qui pulse et change de température, conduisant à une très importante variation de luminosité visuelle. Cette plage totale, s'étalant de la magnitude 5,2 à la magnitude 12,4, correspond à une variation de luminosité d'un facteur 750, passant d'une étoile visible à l’œil nu à une étoile au-delà des capacités des jumelles. Les pulsations se produisent tous les 390 jours mais ne sont pas complètement régulières.
|                                       |
| R Aquarii entourée par sa nébulosité. |

|                                                          |
| Impression artistique de R Aquarii lors d'une explosion. |

|                                                                      |
| Le jet et les régions centrales de la nébuleuse entourant R Aquarii. |